# 프렌치 키스 (영화)
《프렌치 키스》(영어: French Kiss)는 1995년 미국의 로맨틱 코미디 영화이다. 로런스 캐즈던이 연출하고, 메그 라이언, 케빈 클라인 등이 출연하였다.

## 줄거리
토론토에 살며 비행 공포증과 프랑스인에 대한 편견이 있는 미국인 역사 교사 케이트는 의사인 약혼자 찰리가 학회 때문에 파리에 가게 되자 귀화에 통과하려면 캐나다를 벗어나면 안 된다는 이유로 동행을 거절한다. 며칠 뒤 케이트는 찰리로부터 프랑스 여자 쥘리에트와 사랑에 빠져 돌아가지 않겠다는 전화를 받게 된다. 케이트는 그를 되찾기 위해 파리행 비행기에 오르고, 옆 좌석에 앉은 프랑스 남자 뤼크를 만나게 된다.
뤼크는 포도나무 묘목과 다이아몬드 목걸이를 프랑스로 밀반입하려는 중이었고, 세관 검사를 피하기 위해 이를 케이트의 가방에 숨긴다. 공항에서 우연히 뤼크를 발견한 수사관 장폴은 그의 가방을 뒤진다. 과거 뤼크가 장폴의 목숨을 구한 적이 있어 장폴은 뤼크를 보호해야 한다고 느끼는 한편 뤼크를 향한 감시의 눈길을 멈추지 않는다.
케이트는 찰리가 묵는 호텔에서 그가 쥘리에트와 키스하는 것을 목격하면서 기절하고, 그 사이 가방을 도둑맞는다. 뤼크는 누가 목걸이를 가져갔는지 파악하고 케이트와 함께 도둑을 찾아가지만 케이트는 돈과 여권이 빠진 가방을 돌려받게 된다.
속이 상한 케이트는 홀로 찰리를 찾아 나서고, 찰리가 쥘리에트의 부모를 만나기 위해 칸으로 간다는 것을 알게 된다. 한편 묘목과 목걸이를 함께 감쌌던 천 안에 묘목만 있는 걸 확인한 뤼크는 목걸이가 여전히 케이트 가방 안에 있다는 걸 깨달고 케이트를 찾아와 찰리를 되찾는 걸 돕겠다면서 칸으로 함께 기차 여행을 떠난다.
도중 둘은 뤼크의 고향에 들러 그의 가족과 포도밭을 방문한다. 케이트는 뤼크가 사기꾼이라는 걸 알게 되는 한편 포커 한 판에 형제에게 포도밭 권리를 잃은 뤼크의 과거를 듣게 된다. 뤼크는 몰래 케이트의 가방을 뒤지지만 목걸이를 찾지 못하고, 그럼에도 약혼자 찰리를 되찾겠다는 케이트의 터무니없는 계획을 돕기로 한다. 본인만의 포도밭과 양조장을 열고자 하는 뤼크 본인 역시 거창한 꿈을 품었다는 점에서는 다를 바가 없기 때문이다. 두 사람이 다시 칸행 기차에 오를 때 케이트는 자신이 발견해 따로 챙겨 뒀던 목걸이를 보여주며 뤼크를 놀래킨다.
칸에 도착한 케이트는 뤼크의 조언에 따라 찰리에게 무관심한 척 연기하고, 뤼크는 케이트의 연인인 척하며 찰리의 질투심을 자극한다. 그날 오후에 장폴이 케이트에게 접근해 뤼크가 감옥에 가지 않게 그가 목걸이를 익명으로 반환하도록 설득해 달라고 부탁한다. 목걸이를 직접 카르티에에 팔아 포도밭 자금을 마련하려고 했던 뤼크는 케이트의 새로운 계획, 즉 그녀가 대신 목걸이를 파는 편이 더 안전하다는 의견에 동의한다.
저녁 식사 자리에서 찰리는 케이트에게 사과하며 다시 그녀를 유혹하려 하지만, 케이트는 뤼크와 사랑에 빠졌음을 깨닫고 거절한다. 한편 뤼크는 케이트가 찰리를 되찾는 걸 확실히 성공하도록 쥘리에트를 유혹하지만 그녀를 케이트라고 부르는 바람에 잠자리를 갖지 못한다. 다음 날 케이트는 뤼크에게 찰리가 자신이 돌아오길 원한다고 말한 뒤 장폴에게 목걸이를 넘긴다. 케이트는 본인의 저축금으로 카르티에 수표를 구매한 뒤 뤼크에게 실제로 목걸이를 판 것처럼 속이면서 수표를 주고, 찰리를 만나러 공항으로 간다는 거짓말을 한다.
장폴에게서 진실을 듣게 된 뤼크는 공항으로 달려가 케이트에게 사랑을 고백하고, 후에 둘은 뤼크의 새 포도밭에서 키스한다.

## 출연진
- 메그 라이언 - 케이트 역
- 케빈 클라인 - 뤼크 테시에 역
- 티머시 허턴 - 찰리 리턴 역
- 장 레노 - 장폴 카르동 수사관 역
- 프랑수아 클뤼제 - 밥 역
- 주잔 안베 - 쥘리에트 역
- 마리크리스틴 아당 - 쥘리에트 엄마 역
- 장폴 조파르 - 쥘리에트 아빠 역
- 러네이 험프리 - 릴리 역
- 마이클 라일리 - M. 캠벨 역
- 바르바라 슐츠

## 우리말 녹음
SBS 성우진 (1997년 5월 16일)
- 권희덕 - 케이트 (메그 라이언)
- 배한성 - 뤼크 (케빈 클라인)
- 이규화 - 찰리 (티머시 허턴)
- 김기현 - 장폴 (장 레노)
- 황윤걸 - 밥 (프랑수아 클뤼제)
- 차명화 - 쥘리에트 (주잔 안베)
- 김태연
- 안정현
- 이연희
- 곽대홍
- 김순영
- 서윤석